# Charitopes pallicoxator
Charitopes pallicoxator är en stekelart som först beskrevs av Aubert 1966.  Charitopes pallicoxator ingår i släktet Charitopes och familjen brokparasitsteklar. Inga underarter finns listade i Catalogue of Life.